# Кабанов, Евгений Иванович
Евге́ний Ива́нович Каба́нов (20 ноября 1918, с. Бегичево, Тамбовская губерния — 19 июня 1989, Москва) — советский лётчик-бомбардировщик авиации ВМФ в Великой Отечественной войне и военачальник, Герой Советского Союза (22 июля 1944). Генерал-майор авиации (22.02.1963), заслуженный военный штурман СССР (17 августа 1971).

## Биография
Родился 20 ноября 1918 года в деревне Бегичево (ныне Эртильского района Воронежской области). Русский. В 1935 году окончил 7 классов школы, в 1939 году — Воронежский коммунально-строительный техникум. Работал техником-прорабом Эртильского районного дорожного отдела.
В ВМФ СССР с декабря 1939 года. В июне 1941 года окончил Военно-морское авиационное училище имени С. А. Леваневского в городе Николаев (Украина). В 1941—1942 — стрелок-бомбардир учебного авиаполка ВМАУ имени С. А. Леваневского, затем во 2-м и в 1-м запасных авиационных полках ВВС ВМФ.
Участник Великой Отечественной войны: в ноябре 1942 — мае 1945 — стрелок-бомбардир, штурман звена и штурман авиаэскадрильи 73-го (с февраля 1944 — 12-го гвардейского) пикирующего бомбардировочного авиационного полка. Полк воевал в составе ВВС Балтийского флота. Участвовал в обороне Ленинграда, освобождении Прибалтики, штурме Кёнигсберга и Восточно-Померанской операции.
К июлю 1944 года совершил 103 боевых вылета на бомбардировщике Пе-2, из них 92 на нанесение бомбовых ударов с пикирования. Потопил лично быстроходную десантную баржу (БДБ), в составе группы — 3 транспорта и 3 сторожевых катера. Также им были уничтожены 2 финских береговых орудия на острове Койвисто, 15 автомашин, наблюдательный пункт немецкой дивизии, 3 склада, 10 железнодорожных вагонов. В воздушных боях сбил 2 самолёта противника. Участвовал в массированном авиаударе ВВС Балтийского флота 16 июля 1944 года по финскому порту Котка, в ходе которого был потоплен крейсер ПВО «Ниобе».
За мужество и героизм, проявленные в боях, Указом Президиума Верховного Совета СССР от 22 июля 1944 года гвардии старшему лейтенанту Кабанову Евгению Ивановичу присвоено звание Героя Советского Союза с вручением ордена Ленина и медали «Золотая Звезда» (№ 4004).
За время войны совершил 165 боевых вылетов на бомбардировщике Пе-2, потопил лично 3 и в составе группы 8 транспортов, а также сторожевой корабль противника, повредил 7 вражеских кораблей. В воздушном бою сбил 1 самолёт противника.
После войны до 1946 года был штурманом 12-го гвардейского пикирующего бомбардировочного авиационного полка (ВВС Балтийского флота). В 1951 году окончил Военно-воздушную академию (Монино). С ноября 1951 года — штурман 2-й гвардейской минно-торпедной авиационной дивизии (ВВС Черноморского флота). С февраля 1954 года — главный штурман ВВС Черноморского флота, с ноября 1955 года — главный штурман ВВС 8-го ВМФ (Северо-Балтийский флот). В феврале-декабре 1956 — главный штурман 9-го истребительного авиационного корпуса (ВВС Балтийского флота). С декабря 1956 — главный штурман авиации Военно-Морского Флота. С апреля 1974 года генерал-майор авиации Е. И. Кабанов — в запасе.
Жил в Москве. В 1976—1986 годах работал специалистом по системам отображения информации авиационных комплексов в Государственном научно-исследовательском институте авиационных систем. Умер 19 июня 1989 года. Похоронен на Митинском кладбище в Москве.

## Награды и звания
- Медаль «Золотая Звезда» Героя Советского Союза (22.07.1944);
- орден Ленина (22.07.1944);
- 5 орденов Красного Знамени (22.05.1943, 14.10.1943, 30.04.1944, 17.05.1945, 22.02.1968);
- орден Отечественной войны 1-й степени (11.03.1985);
- орден Отечественной войны 2-й степени (22.02.1945);
- орден Красной Звезды (30.12.1956);
- медаль «За боевые заслуги» (15.11.1950);
- медаль «За оборону Ленинграда»;
- медаль «За взятие Кенигсберга»;
- ряд других медалей СССР;
- Заслуженный военный штурман СССР (17.08.1971).

## Память
- Его именем названы улицы в городе Эртиль Воронежской области и деревне Бегичево Эртильского района.
- На здании школы № 1 в городе Эртиль установлена мемориальная доска.